# 中院定清
中院 定清（なかのいん さだきよ）は、鎌倉時代末期から南北朝時代にかけての公家・武将。源定清としても知られる。中院定平の子。越中守。

## 経歴
建武の新政の頃、父・定平が護良親王に仕えると、左近衛中将、越中守に任じられ越中国へ赴いた。建武2年（1335年）8月、中先代の乱が起こると越中でも北条時兼が蜂起。中院定清は、一旦は鎮圧に成功するものの、次いで守護である井上俊清が蜂起すると抗しきれず越中・能登国境にあった寺院、石動山を頼ることとなる。同年12月12日、井上俊清が石動山を攻めた際に戦死。